# Byszów (obwód kijowski)
Byszów (ukr. Бишів) – wieś na Ukrainie w rejonie fastowskim obwodu kijowskiego nad rzeką Łupą.
Miasto prywatne położone na Kijowszczyźnie było od 1567 roku własnością Charlęskich. Siedziba dawnej gminy Byszów w powiecie kijowskim.

## Zabytki
- zamek[2]
- klasztor oo. dominikanów

W Byszowie r. 1643, w czasach większéj burzy i nieszczęść kościoła, Anna Charlińska, podsędkowa Kijowska założyła klasztór XX. Dominikanów, którzy tu mieli starownictwo dusz, to jest parafią